# Rhizedra pallidipennis
Rhizedra pallidipennis là một loài bướm đêm trong họ Noctuidae.